# Alles in Ordnung – Mit dem Wahnsinn auf Streife
Alles in Ordnung – Mit dem Wahnsinn auf Streife war eine Mockumentaryserie des Regisseurs Thilo Gosejohann für ProSieben.

## Inhalt
In der Serie werden fiktive Polizei- bzw. Ordnungsbeamte von der Kamera begleitet und spielen Szenen eines Einsatzes nach. Dabei zeigen die angeblichen Beamten ein inkompetentes und peinliches, der jeweiligen Situation stets unangemessenes Verhalten und treten vor allem unverschämt, unbeherrscht und oft in übertriebener Weise gewalttätig gegenüber den Bürgern auf. Die Szenen sind im Stile einer Mockumentary von Schauspielern gestellt und stark ironisiert. Verstärkt wird die ironisierte scheinbare Realitätsbetrachtung vor allem durch den Kommentator, der das Fehlverhalten der Beamten stets in ernstem, sachlich erklärendem Ton, der stark an die Sendung Der 7. Sinn erinnert, in grotesker Weise schönredet und ihnen dabei hohe Fachkompetenz, Einfühlungsvermögen und Verantwortungsbewusstsein attestiert.
Alles in Ordnung ist eine Überspitzung der verschiedenen Polizei-/Ordnungsamt-Dokus, wie z. B. Achtung Kontrolle!. 
Regelmäßig erkennen Zuschauer jedoch die Inhalte von Alles in Ordnung nicht als Fiktion und sind über das Verhalten der vermeintlichen Beamten empört.

## Hintergrund
Der Regisseur Thilo Gosejohann drehte die Serie gemeinsam mit Stefan Brückerhoff, der ihn als Kameramann seit dem Studium bei seinen Arbeiten begleitet.

## Rezeption
Obwohl die erste Staffel mit 8 Episoden unterdurchschnittliche Quoten erzielte, wurde eine zweite Staffel mit 8 Episoden bestellt, die ab August 2007 ausgestrahlt wurde und noch schlechtere Quoten erzielte. Obgleich der schlechten Quoten der Erstausstrahlungen erfreuen sich Clips der Sendung auf der Videoplattform YouTube großer Beliebtheit und erreichen teilweise Aufrufe in Millionenhöhe.

## USA
In den USA gab es von 2003 bis 2009 ebenfalls eine Mockumentary-Comedy über eine Polizeieinheit in Reno, Nevada, Reno 911!.